# Capo Linaro
Capo Linaro è una zona costiera nel comune di Santa Marinella. La sua forma a mezzaluna gli deve aver dato in epoca romana l'appellativo di Capus Linarum, volgarizzato in epoca ottocentesca in Capo Linare e tradotto in epoca moderna come Capo Linaro. 
Qui è presente l'antico insediamento romano di Castrum Novum che aveva un porto, ed un'antica torre medievale per la difesa costiera (Torre Chiaruccia). Nella torre, Guglielmo Marconi nel 1933 insediò il Centro Radioelettrico Sperimentale del CNR.